# Feastables
Feastables LLC, ⓘ también conocida como MrBeast Feastables, es una marca de alimentos creada por el YouTuber Jimmy Donaldson, conocido en línea como MrBeast. En enero de 2022, Donaldson anunció la creación de la empresa, que se lanzó con su propia marca de barras de chocolate llamada "MrBeast Bars". 

## Historia
En 2021, Donaldson reclutó a Jimmy Murray, expresidente de la empresa de barras de proteínas RXBAR, para que lo ayudara a desarrollar el producto Feastables. Más tarde, Murray se convirtió en cofundador y director ejecutivo de la empresa. 
En el lanzamiento, Feastables ofreció 3 sabores de barras, "Original", "Almond" y "Quinoa Crunch". El lanzamiento correspondió a una campaña de sorteo de más de 1$ millones en premios, incluidos 10 ganadores del gran premio que recibirían la oportunidad de competir por una fábrica de chocolate en un video futuro, una referencia a Charlie y la fábrica de chocolate.  El vídeo se publicó en junio de 2022 y presentaba a Gordon Ramsay como juez del pastel y un premio en efectivo de 500.000 dólares.   El video contenía una serie de desafíos de eliminación donde el ganador ganaba la fábrica de chocolate y tenía cameos de los comedores competitivos Matt Stonie y Joey Chestnut.  El 2 de febrero de 2022, Feastables anunció asociaciones con Turtle Beach Corporation y Roccat para ofrecer premios para el sorteo.   Feastables supuestamente ganó $10 millones en sus primeros meses de funcionamiento. 
El 3 de marzo de 2023, Donaldson pidió a los fanáticos en Twitter que "limpiaran la presentación" de los exhibidores de Feastables en los estantes de las tiendas. Feastables ofreció a los fanáticos la entrada a una rifa de $5,000 si presentaban prueba de su asistencia. Los tuits generaron críticas y acusaciones de que Feastables estaba explotando a los fanáticos para realizar trabajo no remunerado.  
El 7 de abril de 2023, Donaldson reveló que Feastables colaboró con Karl Jacobs, un presentador secundario de MrBeast, para lanzar una línea de gomitas llamada "Karl Gummies".  
Inicialmente disponible solo en Walmart,  en mayo de 2023 Feastables estuvo disponible en las ubicaciones de 7-Eleven, incluidas las ubicaciones de Speedway y Stripes.  Las otras ubicaciones son Albertsons, Jewel-Osco, Vons, Carrs Safeway, Food Lover's Market, United Supermarkets, Randalls, Tom Thumb, Haggen, ACME, Star Market, Shaw's, Kings, Balducci's, Pavilions y Target.   En julio de 2023, Donaldson anunció que Feastables se lanzó en el Reino Unido en todos los Asda y SPAR.  Feastables se expandió a Australia y Nueva Zelanda en septiembre de 2023 con las barras de chocolate disponibles en los supermercados Woolworths y Countdown en sus respectivos países.   En octubre de 2023, Feastables se expandió a Sudáfrica y la marca estuvo disponible en las tiendas Makro y Game propiedad de Walmart en todo el país.  
El 2 de octubre de 2023, Feastables firmó una asociación con los Charlotte Hornets para incluir la insignia de MrBeast en sus camisetas.  

## Productos

### Feastables
- Original Chocolate[24]
- Chocolate Sea Salt[25]
- Quinoa Crunch Chocolate[24]
- Milk Chocolate[26]
- Milk Chocolate Crunch[27]
- peanut butter crunch[28]
- Almond Chocolate[24]
- Corpse Cookies and Creme Chocolate[29]

### MrBeast Cookies
- Chocolate Chip[30]
- Double Chocolate Chip
- Peanut Butter Chocolate Chip[31]
- Oatmeal Raisin

### Karl Gummies
- Sour Green Apple[32]
- Sour Blueberry [32]
- Sour Grape